# Grazie, signora Thatcher
Grazie, signora Thatcher (Brassed Off) è un film del 1996 scritto e diretto da Mark Herman.
Il film è una commedia drammatica, ambientata a Grimley, un immaginario paese dello Yorkshire dei primi anni Novanta, sulle difficoltà che si trova a fronteggiare la Grimley Colliery Band, composta principalmente dai minatori locali che si ritroveranno disoccupati con la minacciata chiusura della miniera decisa dalla politica dal governo conservatore della signora Thatcher.

## Trama
Con la chiusura della miniera rischia la fine anche la storica banda di ottoni (brass band) locale. I minatori musicisti sono disillusi. Di giorno prendono parte agli scioperi per evitare la chiusura, ma oramai con poca convinzione, essendo profondamente segnati dalla sconfitta dello sciopero del 1984. Di sera si riuniscono per provare, ma con la consapevolezza che una volta chiusa la miniera saranno costretti a cessare anche l'attività musicale.
L'ingresso nella banda di Gloria, nativa di Grimley ma laureata ed impiegata nella direzione della miniera come "colletto bianco", suscita frizioni e sentimenti ambivalenti, soprattutto in Andy. Ma la sua abilità con il flicorno soprano, ed il fatto che sia la figlia del precedente direttore della Brass Band, fanno in modo che venga accettata dalla banda. Spinti dalla determinazione e dalla passione dell'anziano direttore, Danny, la Band è spronata ad andare avanti e a partecipare alle finali del Campionato Nazionale delle Brass Band, che si svolge nella prestigiosa Royal Albert Hall di Londra.

## Titolo
Il titolo originale, Brassed Off, è un gioco di parole, tra il termine usato per definire gli ottoni (in inglese brass) usati dalla banda della miniera e un termine in gergo che vuole dire "arrabbiato" o "dispiaciuto".

## Produzione
Il film è stato girato in larga parte a Grimethorpe, nel South Yorkshire, che nel 1994 fu incluso dall'Unione europea nella lista delle aree più depresse. La Brass Band della miniera, la Grimethorpe Colliery Band, è una delle più blasonate bande dell'intera Inghilterra e ha eseguito la colonna sonora del film, che si ispira al loro successo al Campionato nazionale per Brass Band del 1992.

## Riconoscimenti
- 1997 - Tokyo International Film Festival
  - Premio speciale della giuria
- 1998 - Premi César
  - Miglior film straniero
- 1998 - Premi Lumière
  - Miglior film straniero
- Nel 1999 il British Film Institute l'ha inserito all'85º posto della lista dei migliori cento film britannici del XX secolo.[3]